# امپراتوری نقره
امپراتوری نقره (انگلیسی: Empire of Silver) یک فیلم است که در سال ۲۰۰۹ منتشر شد. از بازیگران آن می‌توان به آرون کووک و جنیفر تیلی اشاره کرد.